# Геосинхрона орбита
Геосинхрона орбита је орбита око планете Земље, при чему је орбитални период сателита једнак сидеричком периоду ротације планете Земље. Специјални случај геосинхроне орбите је геостационарна орбита, која је кружна са нултом инклинацијом.
Семигеосинхрона орбита има орбитални период 0,5 сидеричког дана, тј. 11 часова и 58 минута. Релативно у односу на тачку на Земљиној површини, потребно је телу два пута више времена за један орбитални период, и привидно изгледа као да јој је потребан један дан за један круг по орбити.
На оваквим путањама су сателити ГПС (енгл. Global Positioning System) и ГЛОНАСС (рус. Глобальная Навигационная Спутниковая Система).

## Историја
Херман Поточник је 1929. уопштено описао геосинхроне орбите, као и посебан случај геостационарне Земљине орбите као посебно корисне орбите за свемирске станице. Прво појављивање геосинхроне орбите у популарној литератури одвило се октобра 1942. године, у првој причи о Еквилатералној Венери Џорџа О. Смита, али Смит није улазио у детаље. Британски аутор научне фантастике Артур К. Кларк популаризовао је и проширио концепт у раду из 1945. године под насловом Ектратерестријални релеји – Да ли могу ракетне станице да проже радио покриће широм света?, објављеном у магазину Wireless World. Кларк је нагласио у свом уводу утицај дела Еквилатерална Венера. Орбита, коју је Кларк први описао као корисну за радиодифузне и релејне комуникационе сателите, понекад се назива и Кларкова орбита. Слично, колекција вештачких сателита у овој орбити је позната као Кларков појас.
У техничкој терминологији, геосинхроне орбите се често називају геостационарним ако се налазе отприлике изнад екватора, али се термини донекле користе наизменично. Конкретно, геосинхрона Земљина орбита (GEO) може бити синоним за геосинхрону екваторијалну орбиту, или геостационарну Земљину орбиту.
Први геосинхрони сателит је дизајнирао Харолд Розен док је радио у предузећу Хјуз Еркрафт 1959. године. Инспирисан Спутњиком 1, желео је да користи геостационарни (геосинхрони екваторијални) сателит за глобализацију комуникација. Телекомуникације између САД и Европе тада су биле могуће између само 136 људи истовремено, и ослањале су се на високофреквентне радио станице и подморски кабл.
У то време се сматрало да би било потребно превише ракетне снаге да би се сателит поставио у геосинхрону орбиту и да неће преживети довољно дуго да оправда трошкове, те су рани напори уложени у констелације сателита у ниској или средњој Земљиној орбити. Први од њих су били пасивни Ехо балонски сателити 1960. године, а затим Телстар 1 1962. године. Иако су ови пројекти имали потешкоћа са јачином сигнала и праћењем које је могло да се реши преко геосинхроних сателита, концепт је виђен као непрактичан, те је Хјуз често ускраћивао средства и подршку.
До 1961. Розен и његов тим су произвели цилиндрични прототип пречника 76 cm (30 in), висине 38 cm (15 in), тежине 11,3 kg (25 lb); он је био довољно лаган и мали да се постави у орбиту тада доступним ракетама, био је спински стабилизован и користио је диполне антене које су производиле таласни облик у облику палачинке. У августу 1961. они су изнајмљени да почну изградњу радног сателита. Они су изгубили су Синком 1 због квара електронике, али је Синком 2 успешно стављен у геосинхрону орбиту 1963. Иако је његова нагнута орбита и даље захтевала покретне антене, био је у стању да преноси ТВ пренос и омогућио је америчком председнику Џону Ф. Кенедију телефонски разговор са нигеријским премијером Абубакар Тафава Балева са брода 23. августа 1963. године.
Данас постоје стотине геосинхроних сателита који обезбеђују даљинску детекцију, навигацију и комуникацију.
Иако већина насељених копнених локација на планети сада има земаљске комуникационе објекте (микроталасне, оптичке), који често имају предности у погледу кашњења и пропусног опсега, и телефонски приступ који покрива 96% становништва и приступ интернету 90% од 2018, нека рурална и удаљена подручја у развијеним земљама још увек се ослањају на сателитске комуникације.

## Типови

### Геостационарна орбита
Геостационарна екваторијална орбита (GEO) је кружна геосинхрона орбита у равни Земљиног екватора полупречника од приближно 42.164 km (26.199 mi) (мерено од центра Земље).‍:156 Сателит у таквом положају орбите је на надморској висини од приближно 35.786 km (22.236 mi) изнад средњег нивоа мора. Он задржава исти положај у односу на површину Земље. Када би неко могао да види сателит у геостационарној орбити, изгледало би да лебди у истој тачки на небу, односно да не показује дневно кретање, док би Сунце, Месец и звезде прелазили небо иза њега. Такве орбите су корисне за телекомуникационе сателите.
Савршено стабилна геостационарна орбита је идеал који се може само апроксимирати. У пракси, сателит излази из ове орбите због пертурбација као што су соларни ветар, притисак зрачења, варијације у Земљином гравитационом пољу и гравитациони ефекат Месеца и Сунца, а потисници се користе за одржавање орбите.‍:156
Ултиматно, без употребе потисника, орбита постаје нагнута, осцилирајући између 0° и 15° сваких 55 година. На крају животног века сателита, када се гориво приближи исцрпљењу, сателитски оператери могу одлучити да изоставе ове скупе маневре како би исправили нагиб и контролисали само ексцентрицитет. Ово продужава животни век сателита, јер троши мање горива током времена, али сателит тада могу да користе само земаљске антене способне да прате С-Ј кретање.‍:156
Геостационарни сателити такође имају тенденцију да се крећу око једне од две стабилне географске дужине од 75° и 255° без задржавања станице.‍:157

#### Орбита тундре
Орбита Тундре је ексцентрична руска геосинхрона орбита, која омогућава сателиту да проведе већину свог времена боравећи на једној локацији на високој географској ширини. Налази се на нагибу од 63,4°, што је замрзнута орбита, што смањује потребу за одржавањем станице. Најмање два сателита су потребна да би се обезбедила непрекидна покривеност на одређеном подручју. Користио га је Сириус КСМ сателитски радио за побољшање јачине сигнала на северу САД и Канаде.

#### Квазизенитна орбита
Квазизенитни сателитски систем (QZSS) је систем од четири сателита који ради у геосинхроној орбити под нагибом од 42° и ексцентрицитетом од 0,075. Сваки сателит се налази изнад Јапана, омогућавајући сигналима да стигну до пријемника у урбаним кањонима, а затим брзо пролази преко Аустралије.